# Assemblea Nacional (Artsakh)
L'Assemblea Nacional de la República d'Artsakh (en armeni: Արցախի Հանրապետության Ազգային ժողով, Artsakhi Hanrapetut'yan Azgayin zhoghov o Ազգային ժողով, ԱԺ, Azgayin zhoghov, AZh) va ser la cambra legislativa de la República d'Artsakh.
Fruit dels enfrontaments de 2023 en el context del Conflicte de l'Alt Karabakh, el president del país va signar el 28 de setembre un decret de dissolució pel qual l'Estat i les institucions d'Artsakh quedarien dissoltes a partir del primer de gener de 2024.
A principis de març de 2024, les autoritats d'Azerbaidjan van enderrocar l'edifici de l'Assemblea Nacional de la República d'Artsakh.

## Darrera composició
| Composició (2020) |                                      |        |       |               |            |
|                   | Partit                               | Vots   | %     | Representants | Diferència |
|                   | Aliança Pàtria Lliure - UCA          | 30,015 | 40.80 | 16            | 1          |
|                   | Pàtria Unida                         | 17,683 | 24.04 | 9             | Nou        |
|                   | Justicia                             | 5,867  | 7.98  | 2 (3)         | Nou        |
|                   | Daixnak                              | 4,758  | 6.47  | 3             | 4          |
|                   | Partit Democràtic d'Artsakh (DPA)    | 4,314  | 5.86  | 2             | 4          |
|                   | Independents (dissident de Justicia) | -      | -     | 1             | -          |

## Comissions
L'assemblea tenia set comissions permanents:
- Comissió permanent sobre defensa, seguretat i forces de la llei
- Comissió permanent sobre relacions exteriors
- Comissió permanent sobre estat i assumptes legals
- Comissió permanent sobre assumptes socials i salut
- Comissió permanent sobre infraestructures de producció i manufactura
- Comissió permanent sobre mercat i representació econòmica
- Comissió permanent sobre ciència, educació, cultura, joventut i esports